# In the Aeroplane Over the Sea
In the Aeroplane Over the Sea és el segon àlbum del grup estatunidenc de folk i rock Neutral Milk Hotel, publicat el 10 de febrer de 1998 per Merge Records. L'àlbum presenta un so predominantment indie rock i folk psicodèlic caracteritzat per una baixa qualitat intencionada (lo-fi). Instruments tradicionals com la guitarra i la bateria contrasten amb instruments menys convencionals dins la música popular com xerracs musicals, zanzitòfons i uilleann pipes. Les lletres de l'àlbum, escrites pel líder del grup Jeff Mangum, són surrealistes i opaques, amb temes que varien des de la nostàlgia a l'amor.
In the Aeroplane Over the Sea va ser enregistrat al Pet Sounds Studio de Denver entre juliol i setembre del 1997. El productor Robert Schneider va treballar amb Jeff Mangum per millorar el so de baixa qualitat de l'àlbum debut de la banda, On Avery Island. Com que Schneider no es podia permetre un equipament d'estudi bàsic, va desenvolupar una tècnica d'enregistrament que implicava una compressió pesada.
Per promoure l'àlbum, Neutral Milk Hotel va emprendre una gira per Amèrica del Nord i Europa i va desenvolupar una reputació de realitzar actuacions caòtiques i físicament exigents.
La recepció crítica va ser majoritàriament positiva, però no laudatòria. Amb tot, durant els següents anys, l'àlbum va obtenir seguiment de culte online i Mangum va lluitar per suportar la seva nova fama. Es va cansar d'actuar i d'explicar les seves lletres, i va desaparèixer de l'ull públic. Va ser llavors quan In the Aeroplane Over the Sea va començar a rebre grans elogis per part de la crítica, i actualment és descrit pels periodistes de música com un àlbum de referència dins l'indie rock i un dels millors àlbums dels anys 90.

## Antecedents

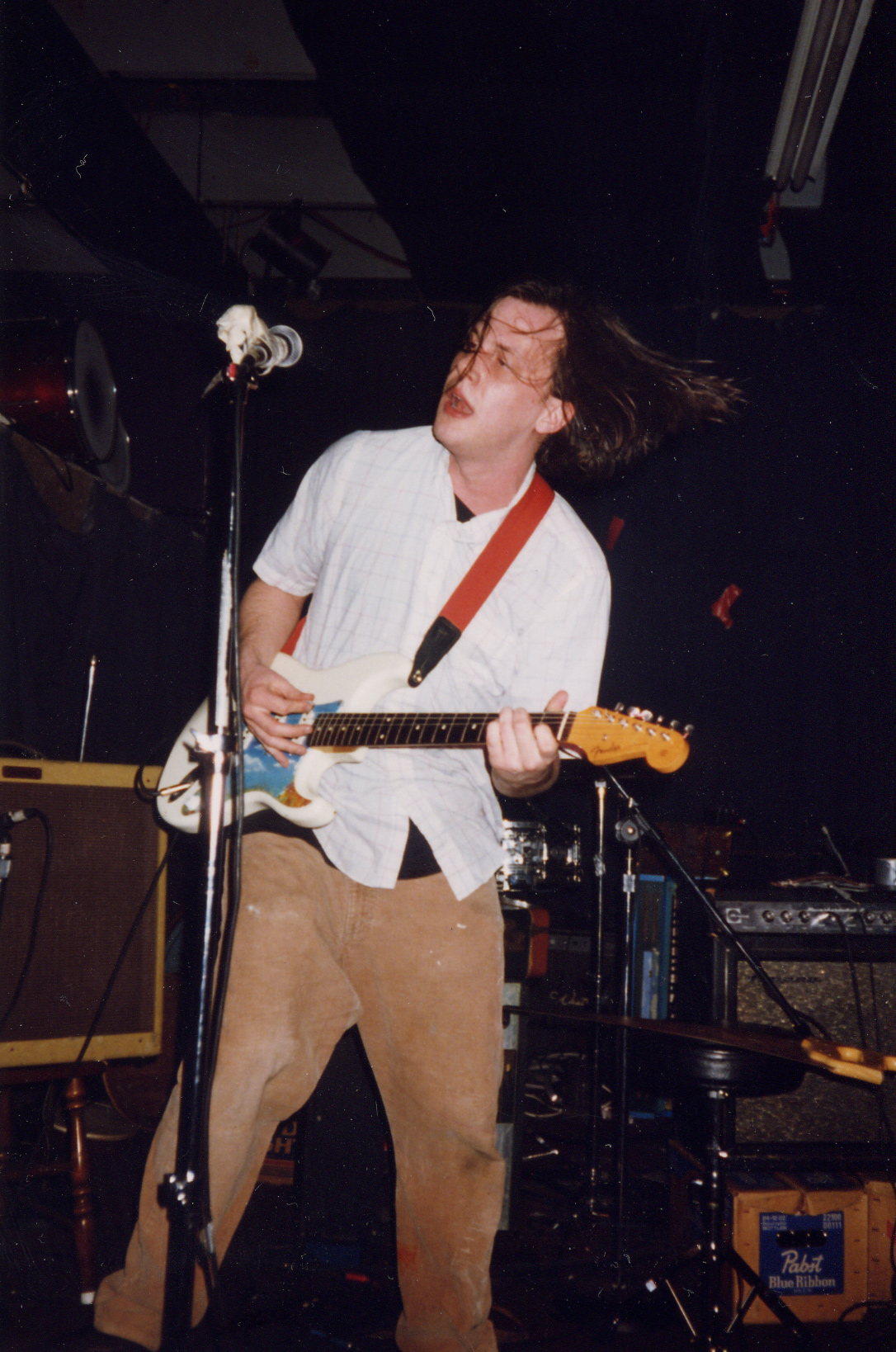
Jeff Mangum actuant amb Neutral Milk Hotel el 1997.

Neutral Milk Hotel es va formar a Ruston (Louisiana) a mitjans dels anys 80, com a un dels projectes de gravació cassolana del músic Jeff Mangum. Els simples enregistraments cassolans que Mangum feia amb els seus amics Robert Schneider, Bill Doss i Will Cullen Hart van conduir a la formació del col·lectiu Elephant 6. Després de graduar-se de l'institut, Mangum es va mudar a Seattle, i va publicar el senzill Everything Is mitjançant Cher Doll Records sota l'àlies Neutral Milk Hotel. L'exposició del senzill va convèncer Mangum d'enregistrar més música sota aquest nom. Es va mudar a Denver i va treballar amb Schneider per enregistrar, el 1996, l'àlbum On Avery Island. Tot i que Schneider estava interessat en una expansiva producció Beatlesca, es va adaptar a la preferència de Mangum d'obtenir un so de baixa qualitat anomenat lo-fi, admetent que "al principi era frustrant, però vaig arribar a disfrutar-ho. Així és com vaig aprendre a produir, fent aquest enregistrament, perquè vaig haver de deixar anar tot el que pensava que hauria de ser".
Després de la publicació de On Avery Island, Mangum va reclutar tres músics per anar de gira amb ell: Julian Koster, Jeremy Barnes i Scott Spillane. La gira nord-americana de suport per a On Avery Island va generar prou diners per permetre que el quartet es traslladés a Athens (Georgia), on un grup de músics del col·lectiu Elephant 6 vivien. Ja a la primavera del 1997, Mangum havia escrit i fet maquetes de gairebé cada cançó de In the Aeroplane Over the Sea. Va compartir aquestes demos amb el seus companys de grup abans de tornar tots a Denver per enregistrar l'àlbum.

## Enregistrament
In the Aeroplane Over the Sea va ser produït per Schneider, i es va enregistrar entre juliol i setembre del 1997 al Pet Sounds Studio de Denver, la casa d'un amic de Schneider, Jim McIntyre. Schneider va pagar la meitat del lloguer per poder accedir a cada habitació de la casa excepte el dormitori de McIntyre. Les sessions d'enregistrament del disc van coincidir amb altres sessions diverses. Schneider ja estava produint l'àlbum de The Minders Hooray for Tuesday quan els membres de Neutral Milk Hotel van començar a arribar, però va decidir aturar la seva producció fins que In the Aeroplane Over the Sea estigués acabat. McIntyre enregistrava la cançó de Von Hemmling «My Country 'Tis of Thee» al seu dormitori mentre els membres de Neutral Milk Hotel tocaven, i quan no necessitaven a Julian Koster, aquest treballava en cançons de The Music Tapes, com «Television Tells Us» i «Aliens».
Schneider va separar els membres de la banda a habitacions diferents, però sempre va mantenir a Mangum proper a l'habitació de control per si volia endollar la seva guitarra acústica a un cartutx de quatre pistes. Schneider ocasionalment va provar d'utilitzar una guitarra elèctrica, però va borrar aquests enregistraments ja que ell sentia que no sonaven com la música de Mangum. A mesura que les sessions van progressar, Schneider va voler trobar una manera d'enregistrar el so de la guitarra acústica a un micròfon en comptes de al cartutx. Va decidir grabar el so a través de micròfons Neumann U 87. Segons Scheider: "[A Mangum] li agradava una [guitarra] acústica endollada perquè la trobava com difuminada i crua, com una guitarra elèctrica, però també tenia una qualitat estricta... Jo havia desenvolupat un so de guitarra acústica pel meu compte amb el que ell estava molt content pel segon disc, i crec que és realment bo".
Kim Cooper, biògrafa de Neutral Milk Hotel, creu que In the Aeroplane Over the Sea és un dels àlbums més distorsionats mai fets, però també asenyala la manca d'equipament com pedals de distorsió o pedals Big Muff. A Mangum li agradava tenir una capa de distorsió sobre la música, però Schneider no podia permetre’s un equip d’efectes estàndard. En comptes d'això, Schneider va utilitzar una compressió pesada i va col·locar un preamplificador de micròfon de tub Bellari RP-220 a prop de la seva guitarra. A continuació, Schneider va transmetre el so a través d'una taula de mescles i va maximitzar el so a una cinta de casset. Aquest procés es va realitzar amb gairebé cada instrument utilitzat a In the Aeroplane Over the Sea. Schneider va afirmar que les no linealitats de la distorsió del micròfon donaven a l'àlbum la seva qualitat "càlida" única.
Els arranjaments de vent metall van ser escrits principalment per Schneider. Ell escrivia aquestes parts en un piano o un orgue, i llavors les donava al trombonista Rick Benjamin per assegurar-se que la notació musical era correcta. Scott Spillane va ser l'últim membre de la banda en arribar, així que Schneider li va mostrar els arranjaments que ja havia escrit. Les trompetes estaven escrites en clau de sol en segona, però com que Spillane només sabia llegir la clau de fa en quarta, va haver de reescriure aquests arranjaments abans de poder aprendre'ls. Com havia fet per aprendre les cançons de On Avery Island, Spillane va passar hores cada dia practicant i escrivint més arranjaments al soterrani. Cap al final de les sessions d'enregistrament, Schneider i Spillane van treballar junts per combinar homogèneament els seus diferents arranjaments. Les parts de Schneider eren més melancòliques, mentre que Spillane escrivia parts més caòtiques i bullicioses.

## Composició
In the Aeroplane Over the Sea és difícil de categoritzar dins d'un gènere específic. Els crítics generalment el descriuen com indie rock i folk psicodèlic amb un so lo-fi, però també destacar l'ampli ventall d'influències, que inclou música coral d'Europa Oriental, so de Canterbury, música de circ, música concreta, música drone, free jazz i tropicália. Jason Ankeny de AllMusic compara l'àlbum a una "banda de marxa en un viatge àcid", mentre que Kim Cooper va escriure: "la música és com res més dins l'underground dels anys 90". Part de la varietat musical prové dels instruments que s'utilitzen al disc. Instruments tradicionals com l'acordió, la bateria i les guitarres distorsionades contrasten amb instruments més únics com el xerrac musical, el saxofòn digital i les uilleann pipes.
Les guitarres de Jeff Mangum són un component clau per a gran part de l'àlbum. Mangum sovint juga amb progressions d'acords senzilles, que Erik Himmelsbach de Spin compara a la progressió dels 50. Altres aspectes importants de la música inclouen la pesada quantitat de distorsió, així com l'enregistrament multipista que Schneider va utilitzar per la majoria dels instruments. In the Aeroplane Over the Sea emfasitza l'estructura i la textura, i les pistes es segueixen sense problemes entre si. El tempo musical de vegades canvia bruscament de pista a pista. Rolling Stone destaca la quantitat d'estils musicals presents en l'àlbum per tempoː lentes marxes fúnebres contrasten amb trepidant punk rock. El crític Chris DeVille ha escrit: "En l'eix musical, Neutral Milk Hotel va derivar de segments de psicodèliques cançons de foguera penetrants i íntimes a segments de banda completa que tiraven endavant amb una gràcia fortuïta".

### Lletres
Mangum va escriure les lletres de cada cançó de In the Aeroplane Over the Sea. Aquestes són surrealistes i sovint fan referència a temes aparentment no relacionats. Kim Cooper cita «King of Carrot Flowers, Pt. 1», la cançó que obre l'àlbum, com un exemple d'aquest estil d'escriptura. Mentre les lletres són sobre fantasies d'infantesa, hi ha referències a despertars sexuals, violència domèstica, fanatisme religiós, lectura de cartes tarot i possible incest. Els fans i periodistes han argumentat durant molt de temps sobre el significat exacte de l'àlbum. Alguns oients creuen hi ha un missatge central dins de totes les lletres, mentre que altres creuen que l'àlbum és massa abstracte per obtenir-ne un significat conjunt. Chris DeVille va dir: "[In the Aeroplane Over the Sea] col·lisiona allò familiar i allò desorientador de manera que fa que el significat sigui esquiu fins i tot quan provocar un intens recompte emocional".
Temes habituals a les lletres de l'àlbum inclouen l'infantesa i la nostàlgia. Mark Richardson de Pitchfork va escriure que les lletres són escrites amb meravella infantil, en què les interaccions mundanes s'il·lustren com a moments fantàstics. "És com un llibre infantil o un conte de fades, un Allà on viuen els monstres grabat", va dir Richardson. Les lletres de Mangum també han estat vistes com una representació de l'adolescència, i la necessitat de desenvolupar un és identitat pròpia. Alguns crítics han comparat l'àlbum amb una història sobre la transició de d'infant a adult. Les descripcions de Mangum d'aquestes experiències evoquen un sentit de nostàlgia. Segons Richardson: "És un àlbum de memòries i associacions, com la pell se sent contra l'herba i el que passa a través de la teva ment el primer cop t'adones de la teva pròpia impotència. Posa la fe màxima en els sentiments crus, dels que et consumeixen sense lògica ni sentit".

L'amor és un altre tema líric prominent, tot i que aquest concepte adopta diferents formes. PJ Sauerteig de PopMatters creu el missatge central de In the Aeroplane Over the Sea és el desig anhelant de Mangum de ser estimat per la gent que idolatra, ja sigui un amb un interès amorós o amb els seus companys. De vegades, les lletres descriuen com Mangum vol fusionar-se físicament amb les coses que estima, cosa que simbolitza una necessitat d’interconnexió amb els éssers estimats. Sauerteig cita el tema «Two-Headed Boy» com un exemple d'aquest concepte. La pista descriu uns germans siamesos, tot i que Sauerteig creu els germans siamesos són una metàfora de dues persones que es van fusionar sense èxit i que ara senten que estan atrapats en una relació interdependent.
And she was born in a bottle rocket, 1929

With wings that ringed around a socket

Right between her spine

All drenched in milk and holy water
I ella va néixer en un coet, l'any 1929

Amb ales que repicaven al voltant d'una òrbita

Al bell mig de la seva espina dorsal

Xampades de llet i aigua beneïda
Encara que hi ha poca informació concreta sobre la gènesi d'algunes de les lletres, Mangum ha afirmat que una influència important va ser Anne Frank, una adolescent que va morir en un camp de concentració nazi. Abans de gravar On Avery Island, Mangum va llegir El diari d'Anne Frank, un llibre d'escrits del diari que Frank que va mantenir mentre s'amagava durant l'ocupació nazi dels Països Baixos. El llibre el va afectar profundament i es va passar "uns tres dies plorant", tenint somnis sobre viatjar en el temps i salvar-la. Pistes com «Holland, 1945» i «Ghost» incorporen elements de la vida d'Anne Frank a les seves lletres. Com a resultat, alguns oients han etiquetat a In the Aeroplane Over the Sea com un àlbum conceptual. Tanmateix, la importància de Frank a les lletres és un tema de debat. Alguns crítics argumenten que és merament una inspiració per algunes de les cançons, en contraposició a un personatge important dins d'un arc narratiu. Escrivint sobre la connexió d'Anne Frank, Anwen Crawford de The Monthly va dirː "Seria massa literal, però, descriure In the Aeroplane Over the Sea com un àlbum sobre l'Holocaust, perquè Frank és només un dels molts fantasmes que poblen un conjunt de narracions en bucle i interconnectades que procedeixen amb la lògica tancada d'un somni o d'una visió religiosa."

## Disseny artístic

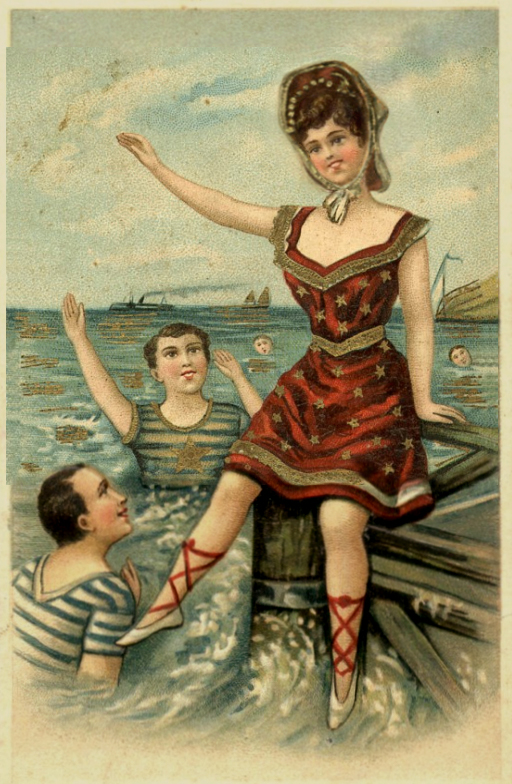
La postal original que Chris Bilheimer va editar per crear la coberta de l'àlbum.

La coberta frontal conté un dibuix de dos banyistes passats de moda al mar. Un neda a l'aigua mentre l'altre està asseguda damunt d'una caixa. Aquesta última porta un vestit vermell i té una pell de tambor on hauria d'estar la cara. La contraportada mostra el dibuix d'una banda de música amb xanques, dirigits per un director de banda. Amdues il·lustracions van ser creades per Chris Bilheimer, qui en aquell moment estava dissenyant il·lustracions per al grup R.E.M. Mangum va conèixer a Bilheimer mentre vivia a Athens i li va demanar que creés l'art per al proper àlbum de Neutral Milk Hotel. A Mangum li interessava la imatgeria associada a les màquines recreatives de principis del segle xx, i sovint comprava postals de botigues de segona mà que presentaven aquest estil. Una postal en particular presentava tres banyistes al mar, que Bilheimer va retallar i va modificar lleugerament per crear la portada de l'àlbum.
A més dels dibuixos de Bilheimer, l'artista multimèdia de Nova York Brian Dewan va crear l'obra d'art interior que es troba a les còpies físiques de In the Aeroplane Over the Sea. La peça de Dewan per l'àlbum més coneguda és un croquis en blanc i negre d'un gramòfon Victrola volador sobre una nau industrial. Dewan havia rebut prèviament l'encàrrec de Julian Koster de dissenyar il·lustracions per a les demos de The Music Tapes. Quan Mangum va demanar a Dewan un dibuix, se li van proporcionar dos esbossos: una ràdio màgica i un gramòfon Victrola volador; aquest últim va ser escollit.Per donar un aspecte cohesionat a aquestes il·lustracions diferents, Bilheimer va escanejar cada imatge en un paper brut, cosa que va fer que els dibuixos semblin de la mateixa edat, amb un efecte de decadència lenta. Aleshores, Bilheimer va esquitxar brutícia a la portada de l'àlbum just a sobre del braç estès del personatge femení, resultant-ne la coberta definitiva.

## Llançament i gira
In the Aeroplane Over the Sea va ser publicat als Estats Units el 10 de febrer de 1998 per Merge Records, i al Regne Unit al maig del mateix any per Blue Rose Records. Merge va fer 5,500 CD i 1,600 còpies de vinil, i va esperar vendes similars a On Avery Island. Aquestes projeccions inicials van ser correctes, ja que l'àlbum es va vendre moderadament bé pel primers pocs mesos. La cançó «Holland, 1945» es va publicar coma senzill 7".
Per promoure l'àlbum, Neutral Milk Hotel va realitzar una gira per Amèrica del Nord i Europa. Els músics John Fernandes i Will Westbrook van participar com a músics de gira, havent-los ensenyat abans com tocar les parts de tromba amb Scott Spillane. Per a la gira, Mangum va voler que la banda aprengués a tocar la cançó de Charlie Haden "Song for Che", una díficil pista de jazz. Tot i que Mangum esperava molt de la banda recentment ampliada, molts forasters van notar com era d'afectuós i solidari amb tots els implicats. El cineasta Lance Bangs va dirː "No era cap mena de mestre de tasques, mai es girava i mirava a ningú, mai va ser així. És evident que hi havia un amor pel seu cercle d'amics que va fer que fos important per a ell construir aquesta comunitat i portar-la amb ell".
Durant la gira, Neutral Milk Hotel es va guanyar la reputació de fer concerts caòtics i físicament exigents. Ben Crum, membre de Great Lakes, va recordar: "Definitivament, era perillós. Sovint semblava que hi havia una possibilitat molt real que algú, probablement Julian, es fes mal. Jeff sempre estava fent coses com agafar-lo i llançar-lo a la bateria". Això va fer que alguns membres del públic tinguessin por dels membres de la banda. Irònicament, aquests últims sovint preguntaven a algú del públic si podien passar la nit a casa seva sense saber que el propietari els tenia por. Els tècnics d'àudio de la majoria dels locals estaven confosos i no sabien què esperar. Com a resultat, Laura Carter va assumir el paper inusual de "traductora mix-board". Segons Carter: "Era més com parlar-los del que estava a punt de passar, perquè passaven tantes coses a l'escenari que sense que algú que ajudés, era un gemec o un xiscle i el tècnic de so mirava vint instruments a l'escenari i no sabia per què decidir-se.  

## Recepció crítica
Les primeres respostes crítiques a In the Aeroplane Over the Sea van ser generalment entusiastes, però no elogioses. Erik Himmelsbach de Spin va escriure que la música de folk psicodèlic de Neutral Milk Hotel els havia diferenciat del so indie pop dels seus companys de Elephant 6. Rob Brunner de Entertainment Weekly va elogiar la instrumentació única i les "mogudes melodies de pop", però va descriure algunes de les cançons acústiques com a "curruques acústiques sense vida". M. Christian McDermott de Pitchfork també va lloar l'àlbum, anomenant-lo una barrega de "Sgt. Pepper amb lo-fi de principis dels 90" que va trobar "tant enganxós com aterridor". Ben Ratliff de Rolling Stone va ser més críticː va sentir que els ritmes i canvis d'acord avorrien, mentre que la pesada capa de distorsió emmascarava l'absència de melodies decents. Va resumir la seva revisió escrivint: "Aeroplane és material distret, de pura sang".
Les lletres van atreure l'atenció crítica. Dele Fadele de NME va descriure les lletres com "evocadores" i "convincents". Els ja esmentats Himmelsbach i Ratliff van notar-hi certs matisos semi-religiosos. Himmelsbach va descriure les lletres com "foscament còmiques i d'allò més entusiastes", i va elogiar el corrent de consciència de l'escriptura. McDermott també va parlar les lletres fosques, i va escriure: "[Mangum] hereta un món de canibalisme, sexualitat elàstica i monstres de la natura. Només podem suposar que allò li agrada, llavors".
In the Aeroplane Over the Sea va ser nomenat per CMJ New Music Monthly com l'àlbum número 1 del 1998, i va posicionar-se 15è a la llista annual de Pazz & Jop, elaborada per crítics musicals estatunidencs. Malgrat la seva recepció generalment positiva, va caure en una negligència crítica poc després del seu llançament. En una llista de final d'any que acompanyava Pazz & Jop, Robert Christgau va descartar l'àlbum com a "una broma fúnebre que em dona la tabarra". En un article del 2016, el periodista Luke Winkie va dir que la recepció inicial va ser "la resposta estàndard a un segon àlbum confús d'una banda sense un pedigrí preexistent: elogis distants, apostes cobertes, evitant el cor a qualsevol preu".

## Conseqüències

### Ruptura del grup i reclusió de Mangum
Després del llançament de l'àlbum, l'augmentat perfil de Neutral Milk Hotel va tenir un efecte negatiu en Mangum. Es va cansar de fer gires i d'haver d'explicar constantment les seves lletres, i la seva salut mental va començar a deteriorar-se. En una entrevista del 2002, va dir que "moltes de les suposicions bàsiques que tenia sobre la realitat van començar a enfonsar-se". De vegades es tancava a casa seva durant dies i dies i acumulava arròs per preparar-se per al possible problema de l'any 2000. Mangum es va adonar que no podria continuar escrivint i interpretant les seves cançons per a un públic, però no es va atrevir a dir-ho a la banda. Alguns d'ells havien deixat la seva feina per estar a Neutral Milk Hotel, i semblava impossible justificar una ruptura immediatament després del seu primer èxit genuí. En canvi, va evitar el tema de la nova música i va aïllar-se cada cop més. La situació va provocar la ruptura no expressada i no anunciada del grup, poc després de la gira. Els membres de la banda es van mantenir amics, però van passar a altres projectes. Mangum va treballar ocasionalment en música durant els anys següents —va llançar una gravació de camp de música popular búlgara, va tocar com a membre de gira del grup Circulatory System i va presentar breument un programa per a l'estació de ràdio de forma lliure WFMU—, però es va mantenir fora dels focus i no va llançar cançons noves.

### Seguiment de culte
No hi va haver cap explicació pública per a la sobtada ruptura de Neutral Milk Hotel. Alguns dels fans originals del grup es van enfadar i van acusar Mangum d'egoista, mentre que altres van perpetuar enganys sobre la ruptura de la banda. La gran resposta va ajudar a l'àlbum a guanyar un seguiment de culte i va convertir Mangum en una figura més gran que la vida. El 2003, l'escriptor de Creative Loafing Kevin Griffis va dedicar tota una història de portada a intentar localitzar Mangum per tancar-lo personalment. La recerca va acabar quan Mangum va enviar un correu electrònic que deia: "No sóc una idea. Sóc una persona, que evidentment vol quedar-se sola". El periodista Mark Richardson va intentar explicar l'augment de la popularitat de l'àlbum: "Com que [Mangum] era inaccessible, no hi havia cap sortida per a la connexió a part del disc en si i altres fans que compartien una passió. En no fer res, Neutral Milk Hotel va desenvolupar un culte."
Alguns periodistes han observat que el llançament de In the Aeroplane Over the Sea va coincidir amb l'auge de l'Internet. L'àlbum, i per extensió Neutral Milk Hotel, es van convertir en elements habituals als taulers de missatges en línia, i llocs web sobre música antiga com Pitchfork van donar a la banda un major nivell de promoció. Winkie va escriure: "Ocuparia Aeroplane el mateix lloc intocable a la cultura indie-rock estatunidenca si s'estrenés el 1992? O el 1987? És difícil de dir. Internet té una relació única amb Neutral Milk Hotel". Els mems sobre In the Aeroplane Over the Sea van proliferar a llocs web com 4chan, reflectint una onada d'oients hipster que van descobrir per primera vegada l'àlbum en línia molt després que la banda s'hagués separat.

### Reavaluació crítica i vendes
L'opinió crítica sobre In the Aeroplane Over the Sea va millorar enormement en els anys posteriors al seu llançament. Mark Richardson de Pitchfork va concedir a la reedició del 2005 una puntuació perfecta de 10/10. Richardson va dir que tot i que inicialment va trobar vergonyós l'enamorament de Mangum per Anne Frank, va augmentar l'apreciació per les lletres i les va anomenar la característica definitòria de l'àlbum. Va destacar les imatges surrealistes i va escriure: "És un registre d'imatges, associacions i fils; cap paraula ho descriu tan bé com el calidoscopi bell i massa utilitzat". A l'edició de 2004 de The Rolling Stone Album Guide, el crític Roni Sarig va descriure l'àlbum com "un pop transcendentalista atemporal impregnat d'un segle de música estatunidenca, des de marxes fúnebres fins a punk rock... Aeroplane és un fràgil, cruixent, digne i tímid registre". Jason Ankeny de AllMusic va escriure que: "El segon àlbum de Neutral Milk Hotel és una altra desfilada sonora quixotesca; baixa però exuberant, impenetrable però totalment accessible". Ankeny va notar, però, que la lletra era massa abstracta per derivar-ne un significat. Marvin Lin de Tiny Mix Tapes va considerar que era difícil explicar de manera concisa per què l'àlbum és tan fantàstic i, finalment, va resumir la seva ressenya amb la declaració: "Tan bonic com inquietant, In the Aeroplane Over the Sea és una obra d'art impressionant que t'atrau més amb cada escolta. La majoria dels grans arts requereixen temps per apreciar-se, i aquest àlbum no és una excepció".
Fins i tot enmig de la reavaluació crítica generalment positiva, l'àlbum no va estar exempt de detractors. Segons Richardson, els oients als quals no els agrada l'àlbum sovint han trobat les seves lletres incòmodes, infantils o desconcertants, i va dir que Mangum podria semblar "un noi privilegiat que comparteix una saviesa ingenua". L'escriptor de Grantland Steven Hyden va dir que alguna vegada havia estat un admirador de l'àlbum, però va sentir que la seva apreciació disminuïa amb el temps, cosa que va atribuir en part a la pèrdua gradual de la seva mística original. De la mateixa manera que l'àlbum en si es va convertir en un mem, la tendència a prodigar-lo amb elogis hiperbòlics també es va convertir en una broma en línia, exemplificada per un titular del lloc web satíric ClickHole: "Fastigós: L'ISIL acaba de publicar una revisió de 2 estrelles de In the Aeroplane Over the Sea.
Malgrat les modestes projeccions de vendes i que mai va entrar a la Billboard 200, In the Aeroplane Over the Sea ha venut més de 393.000 còpies, 25.000 a l'any. L'àlbum va ser el sisè disc de vinil més venut del 2008, i les seves vendes van contribuir a la revitalització del vinil de finals dels anys 2000. El llibre de 33⅓ -una sèrie de llibres sobre àlbums- sobre In the Aeroplane Over the Sea de l'autora Kim Cooper comparteix de manera similar un gran nombre de vendes, ja que és el llibre més venut de la sèrie.
Diversos llocs web i revistes han classificat In the Aeroplane Over the Sea com un dels millors àlbums d'indie rock de tots els temps, inclosos Amazon.com, Blender i Entertainment Weekly. Alguns punts de venda també l'han classificat com un dels millors àlbums dels anys noranta. Pitchfork el va classificar inicialment al número vuitanta-cinc de la seva llista dels millors àlbums de la dècada de 1990, però va traslladar l'àlbum al número quatre de la seva llista revisada el 2003. Paste el va classificar de manera similar, al número dos, només darrere de OK Computer de Radiohead. Altres llocs web que van situar In the Aeroplane Over the Sea a la seva llista dels millors àlbums de la dècada inclouen Cleveland.com (número vint) i Slant Magazine (número quaranta-tres). Q i Spin el van incloure a les seves llistes dels millors àlbums dels darrers vint-i-cinc i trenta anys respectivament, mentre que Rolling Stone i NME el van situar en el lloc 376 i 98 a les seves llistes dels 500 millors àlbums de tots els temps, respectivament.

### Influència
In the Aeroplane Over the Sea ha tingut una gran influència. Segons Mike McGonigal, col·laborador de Pitchfork, els gèneres dispars de l'àlbum van establir les bases per a una plantilla musical seguida de bandes com Bright Eyes i Six Organs of Admittance. La veu de Mangum va influir en cantants com Colin Meloy de The Decemberists i Zach Condon de Beirut. El líder d'Arcade Fire, Win Butler, va dir que In the Aeroplane Over the Sea va ser la raó principal per la qual la banda va signar amb Merge Records. En el desè aniversari de l'àlbum, Pitchfork va publicar un article en què músics independents com Dan Snaith, Tim Kasher i el company d'Elephant 6 Kevin Barnes van parlar de la seva importància. Snaith va dir: 
| « | És un àlbum que la gent vol guardar-se per a ells mateixos, compartir-lo només amb els més propers. La manera com s'ha convertit en un àlbum de culte per excel·lència, molt estimat i també desconegut, fa que sigui fàcil creure que hi ha alguna cosa especial entre tu i ell, que és només teu sense importar quanta gent l'estimi. | » |

## Llista de cançons
Totes les cançons escrites per Jeff Mangum, excepte on s'indiqui el contrari; arranjaments de trompa compostos per Robert Schneider i Scott Spillane.
| Núm.          | Títol                                                                                     | Durada |
| ------------- | ----------------------------------------------------------------------------------------- | ------ |
| 1.            | «The King of Carrot Flowers, Pt. 1»                                                       | 2:00   |
| 2.            | «The King of Carrot Flowers, Pts. 2 & 3» (Jeremy Barnes, Julian Koster, Mangum, Spillane) | 3:06   |
| 3.            | «In the Aeroplane Over the Sea»                                                           | 3:22   |
| 4.            | «Two-Headed Boy»                                                                          | 4:26   |
| 5.            | «The Fool» (Spillane)                                                                     | 1:53   |
| 6.            | «Holland, 1945»                                                                           | 3:15   |
| 7.            | «Communist Daughter»                                                                      | 1:57   |
| 8.            | «Oh Comely»                                                                               | 8:18   |
| 9.            | «Ghost»                                                                                   | 4:08   |
| 10.           | «[untitled]»                                                                              | 2:16   |
| 11.           | «Two-Headed Boy Pt. 2»                                                                    | 5:13   |
| Durada total: | Durada total:                                                                             | 39:55  |

### Nota
- Després del llançament de In the Aeroplane Over the Sea, Neutral Milk Hotel va començar a anomenar desena cançó de l'àlbum, sense títol ("untitled"), «The Penny Arcade In California» degut a que, estant de gira, la banda es va aturar en un arcade de Califòrnia on Jeff i Scott afirmen que van veure algú que era exactament com Anne Frank.[4] Tot i així, aquest nom no s'ha utilitzat en cap llançament del àlbum; únicament apareix en el llibret del senzill físic de «Holland, 1945».[64]

## Personal
Crèdits adaptats de les notes d'àlbum de In the Aeroplane Over the Sea.
| Neutral Milk Hotel - Jeff Mangum – guitarra, veu, orgue, goliat, baix fuzz tocat amb arquet, cintes, ràdio d'ona curta - Jeremy Barnes – bateria, orgue - Scott Spillane – trompeta, fliscorn, trombó, bombardí - Julian Koster – piano Wandering Genie, serra musical, banjo tocat amb arquet, acordió, soroll blanc Músics addicionals - Robert Schneider – orgue electrònic, orgue d'aire, baix fuzz, harmonia vocal, piano d'una nota - Laura Carter – zanzitòfon - Rick Benjamin – trombó - Marisa Bissinger – saxòfon, fliscorn - Michelle Anderson – uilleann pipes | Disseny d'art - Chris Bilheimer – direcció d'art - Jeff Mangum – direcció d'art - Brian Dewan – il·lustració "Flying Victrola" |